# Loetje
Loetje is een Nederlandse restaurantketen met meer dan 30 vestigingen, waarvan het merendeel zich in de omgeving Amsterdam bevindt. De restaurants staan bekend om de ossenhaasbiefstukken en maken onderdeel uit van de Restaurant Company Europe, waartoe ook formules als Happy Italy, Stan&Co en MaMa Kelly behoren.

## Geschiedenis
In 1977 begonnen Ludwig 'Loetje' en Dirk Klinkhamer een biljartcafé, Café Loetje aan de Johannes Vermeerstraat in Amsterdam-Zuid. De ossenhaasbiefstuk die op het menu verscheen, werd een dermate groot succes dat het biljarten naar de achtergrond verdween. In 1995 nam Ludwigs zoon Jaap Klinkhamer het Café Loetje over. Oprichter Ludwig overleed in februari 2017 door een val van de trap in een van zijn restaurants. In 2020 werd Loetje ondergebracht binnen een nieuwe organisatie, Restaurant Company Europe. Het restaurant kwam in juni 2022 in het nieuws doordat ze een 3d geprinte vegetarische biefstuk gingen serveren.

### Vestigingen
In 2006 begon de expansie van Loetje met het openen van een tweede vestiging, in Ouderkerk aan de Amstel. In 2009 volgde een vestiging in Laren en in 2011 opende Loetje Overveen in Bloemendaal. Bij Loetje Overveen was ook het eerste Loetje Hotel gevestigd.
In Amsterdam werden in 2012 en 2013 de restaurants Loetje Oost en Loetje Aan 't IJ geopend. In 2015 kwam een vestiging in Bergen en een jaar later in Gorssel, Utrecht en Breukelen. In Amsterdam volgden nog twee nieuwe locaties: een bij het Centraal Station en een in De Pijp. In 2017 opende het bedrijf een vestiging in Rotterdam op de Kop van Zuid onder in het gebouw Montevideo. In 2018 werden vestigingen in Nijmegen en Leeuwarden geopend. In 2019 werden vervolgens vestigingen in Rotterdam op de Binnenrotte geopend, Almere en Den Haag op de Haagsche Bluf geopend. In augustus 2022 werd de 30ste vestiging geopend.